# Roland Viau
Pour les articles homonymes, voir Viau.
Roland Viau est un enseignant et écrivain né le 6 février 1954 à Salaberry-de-Valleyfield, au Canada. 
Il a obtenu un baccalauréat en histoire de l'Université Laval, une maîtrise en anthropologie et un doctorat dans la même discipline de l'Université de Montréal. 
Il a été chargé d'enseignement et chercheur autonome à l'Université de Montréal de 1988 à 2021.

## Œuvres
Roland Viau a publié, entre autres, sept essais anthropologiques et historiques :
- Enfants du néant et mangeurs d'âmes. Guerre, culture et société en Iroquoisie ancienne[1],[2], Montréal, Boréal, 1997.
- Femmes de personne. Sexes, genres et pouvoirs en Iroquoisie ancienne[3], Montréal, Boréal, 2000.
- Ceux de Nigger Rock. Enquête sur un cas d'esclavage des Noirs dans le Québec ancien[4], Montréal, Libre Expression, 2003.
- La Sueur des autres. Les fils d'Érin et le canal Beauharnois[5], Valleyfield, Triskèle éditeur, 2010.
- Du pain ou du sang. Les travailleurs irlandais et le canal Beauharnois[6], Montréal, Les Presses de l'Université de Montréal, 2013.
- Amerindia. Essais d'ethnohistoire autochtone[7], Montréal, Les Presses de l'Université de Montréal, 2015.
- Gens du fleuve, gens de l'île. Hochelaga en Laurentie iroquoienne au XVIe siècle. Montréal, Boréal, 2021.

Roland Viau a également publié en collaboration avec Alain Beaulieu La Grande Paix. Chronique d'une saga diplomatique. Illustrations originales de Francis Back. Montréal, Libre Expression, 2001. De plus, il a contribué à la réalisation de l'ouvrage collectif  Histoire de Montréal et de sa région, paru en 2012, en rédigeant les chapitres 2,3,4,5 et 6.

## Honneurs
- 2012 - Prix Reynald-Piché
- 1997 - Prix du Gouverneur général pour Enfants du néant et mangeurs d’âmes
- 2016 - Prix du Gouverneur général pour Amerindia : essais d'ethnohistoire autochtone[8],[9]
- 2023 - Prix de La Société des Dix